# Zámecký rybník (Heřmanův Městec)
Zámecký rybník o rozloze vodní plochy 1,7 ha se nalézá v zámeckém parku asi 400 m jihozápadně od zámku Heřmanův Městec v okrese Chrudim. Rybník byl vybudován v návaznosti na přestavbu zámku po roce 1784 jako součást zdejšího zámeckého anglického parku. Rybník je v současnosti využíván pro chov ryb a zároveň představuje lokální biocentrum pro rozmnožování obojživelníků. Rybník je zároveň součástí Přírodního parku Heřmanův Městec a stejnojmenné přírodní památky.

## Galerie

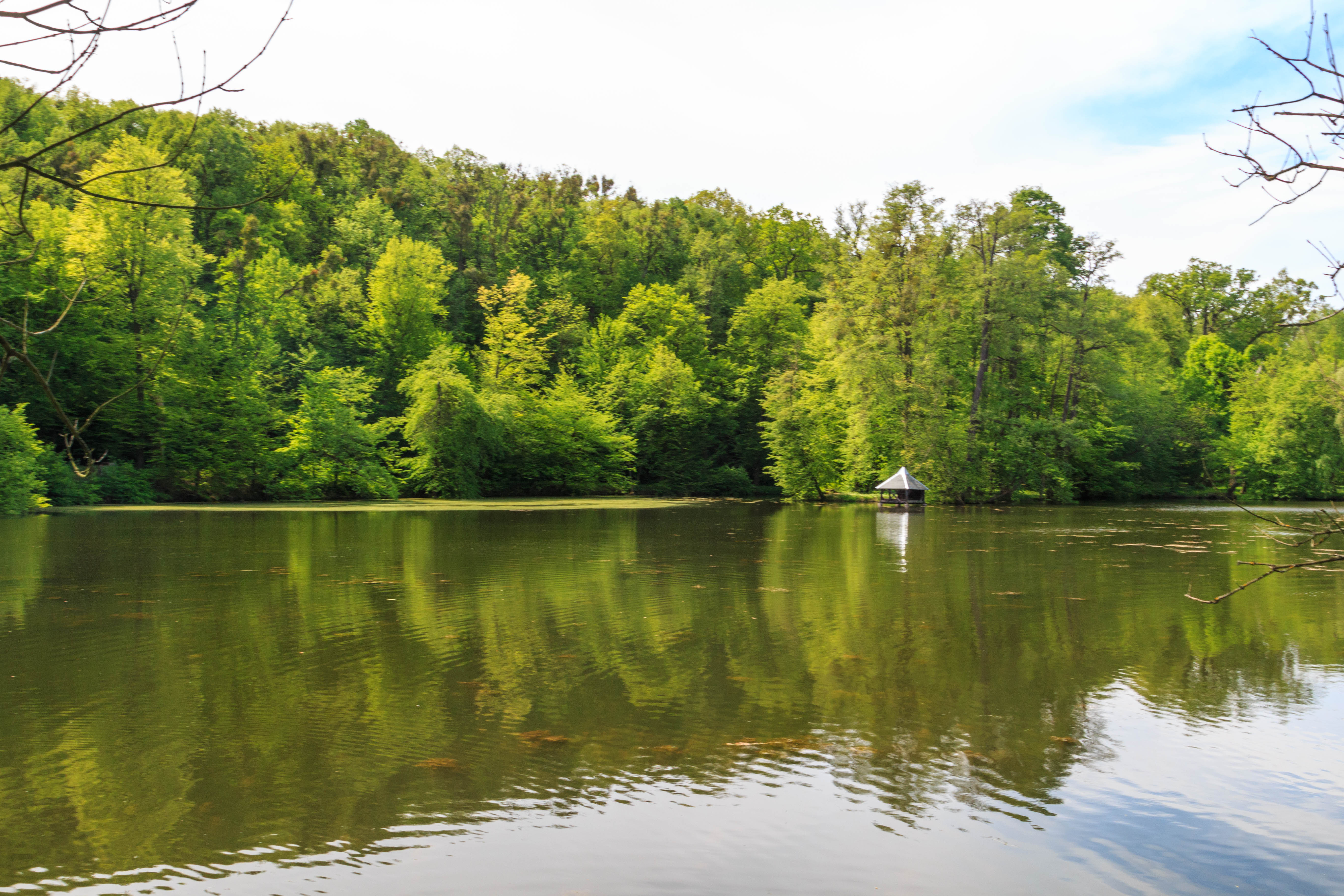
pohled na Zámecký rybník v Heřmanově Městci
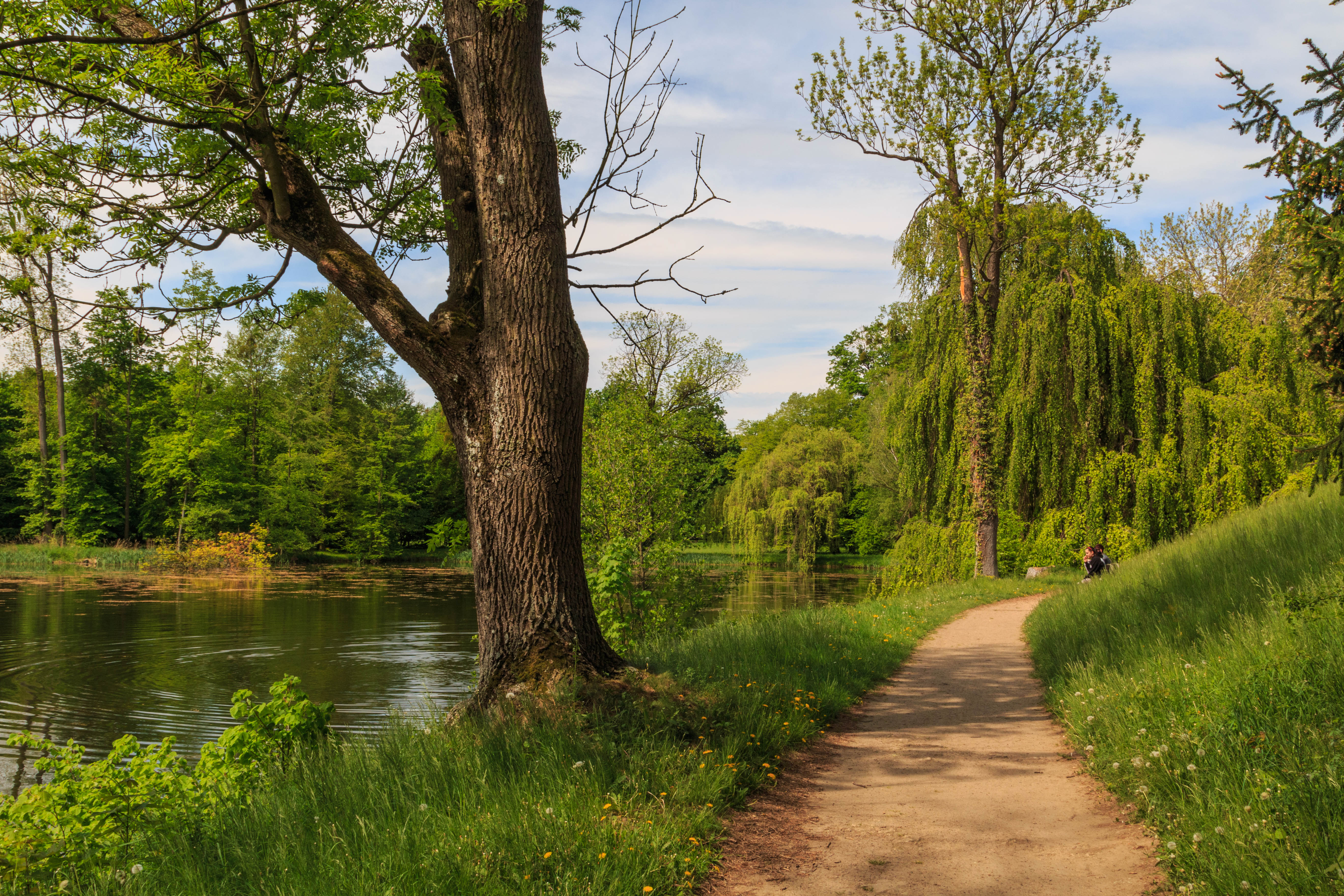
pohled na Zámecký rybník v Heřmanově Městci
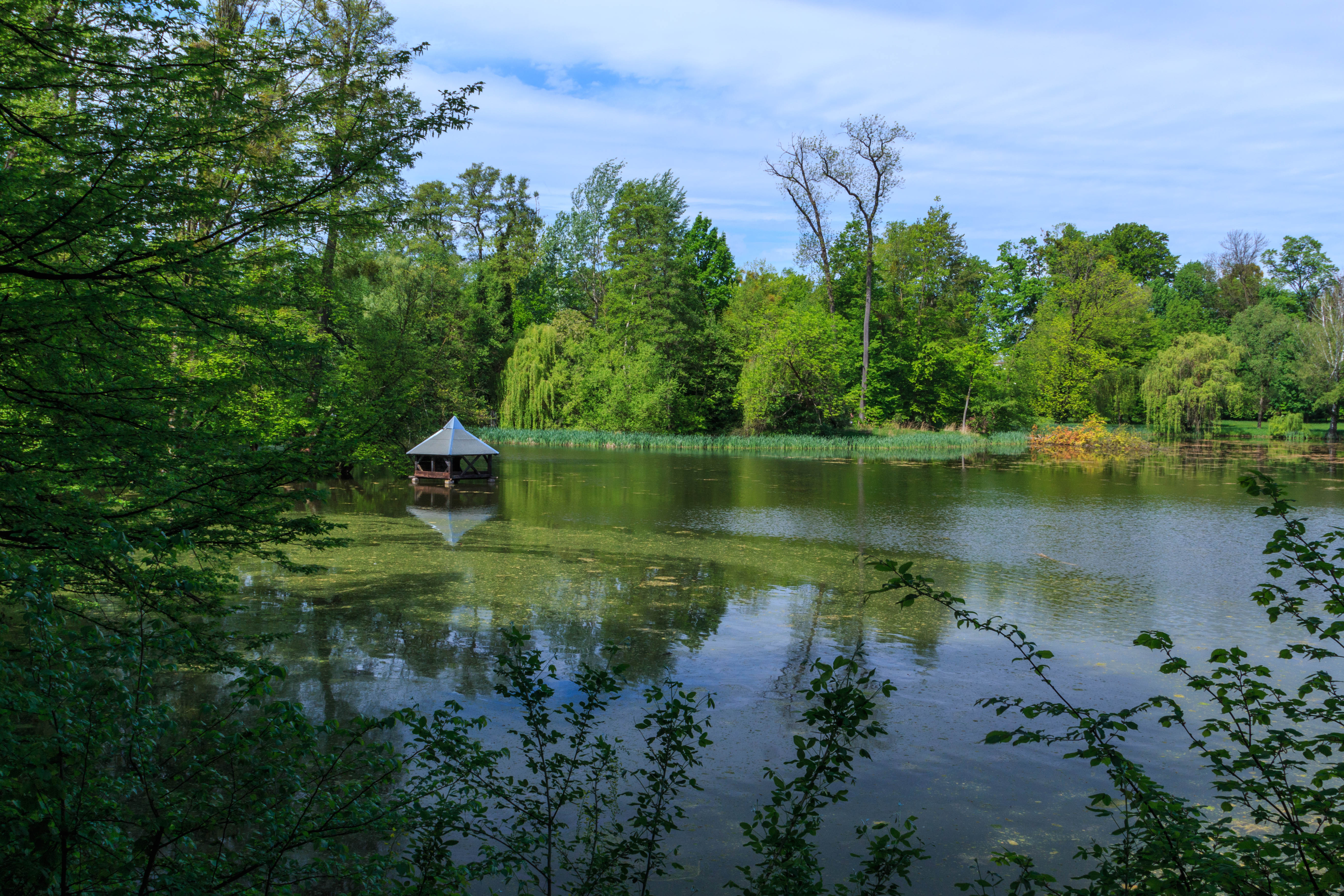
pohled na Zámecký rybník v Heřmanově Městci
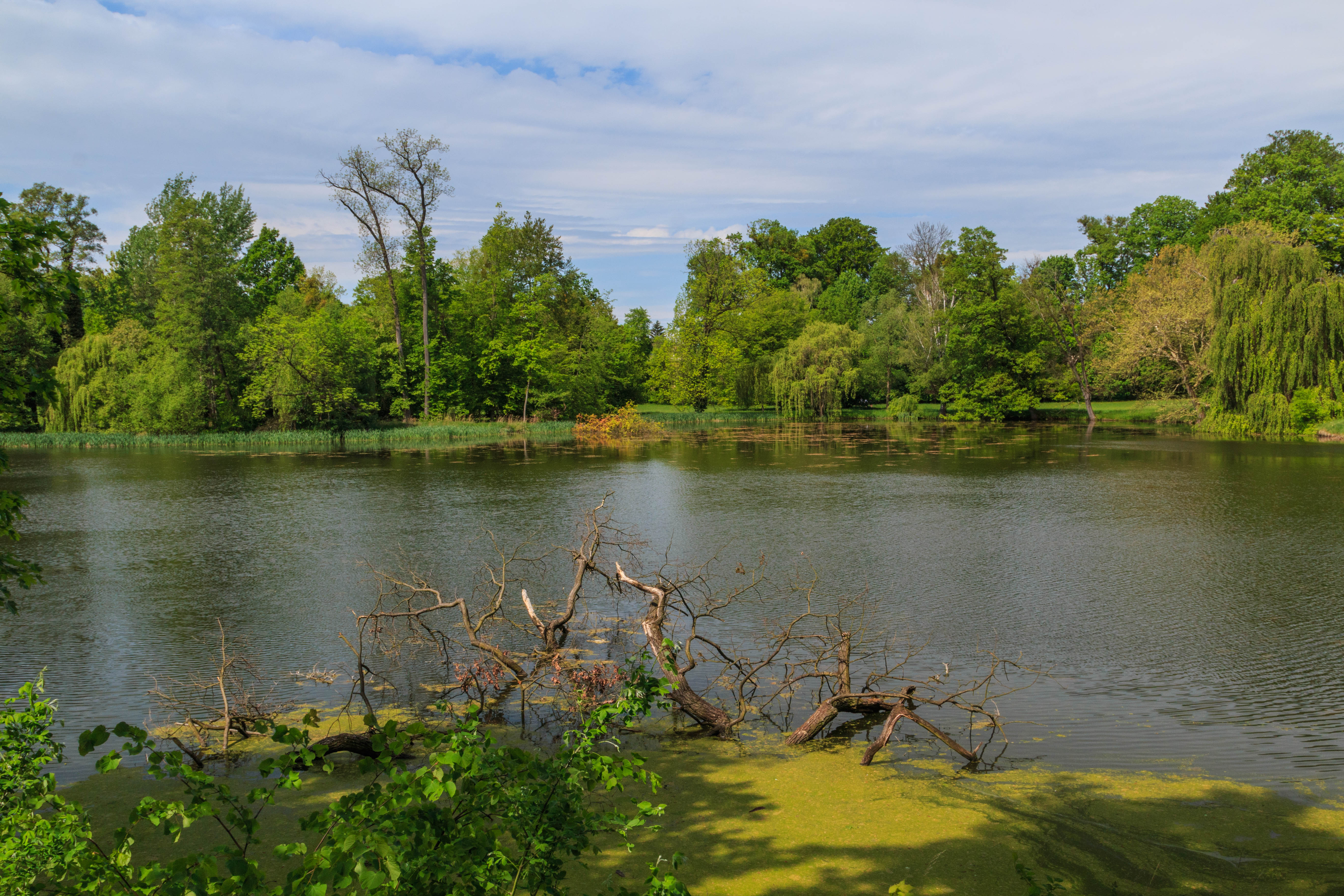
pohled na Zámecký rybník v Heřmanově Městci